# Nicolas Mahut
Nicolas Mahut (Angers, 21 de enero de 1982) es un jugador profesional de tenis francés.
Desde el 24 de junio de 2010 posee el récord de mayor cantidad de puntos ganados en un partido (502) y el de haber jugado el partido más largo en la historia del tenis junto al estadounidense John Isner durante la primera ronda del Torneo de Wimbledon que duró 11 horas y 5 minutos con el resultado final de 6-4, 3-6, 6-7(7), 7-6(3) y 70-68 para el estadounidense.
El 23 de junio de 2013 consiguió su primer título como profesional en individuales tras ganar en la final del Torneo de 's-Hertogenbosch al suizo Stanislas Wawrinka (segundo cabeza de serie) en dos sets: 6-3 y 6-4. Posteriormente, siguió demostrando el excelente nivel en la temporada de hierba alcanzando también la victoria del Torneo de Newport, venciendo al ex n.º 1 del mundo Lleyton Hewitt por 5-7, 7-5, 6-3. En 2015 alcanzaría su segundo título en 's-Hertogenbosch y tercero en total al vencer a David Goffin en la final por 7-6, 6-1.
El 6 de junio de 2016 Nicolas se convierte en el n.º 1 del ranking atp en la modalidad dobles a los 34 años de edad.
Actualmente ocupa el puesto número 101 del ranking ATP.

## Torneos de Grand Slam

### Dobles

#### Campeón (5)
| Año  | Torneo               | Pareja                | Oponentes en la final                   | Resultado        |
| 2015 | Abierto de EE. UU.   | Pierre-Hugues Herbert | Jamie Murray John Peers                 | 6-4, 6-4         |
| 2016 | Wimbledon            | Pierre-Hugues Herbert | Julien Benneteau Édouard Roger-Vasselin | 6-4, 7-6(1), 6-3 |
| 2018 | Roland Garros        | Pierre-Hugues Herbert | Oliver Marach Mate Pavić                | 6-2, 7-6(4)      |
| 2019 | Abierto de Australia | Pierre-Hugues Herbert | Henri Kontinen John Peers               | 6-4, 7-6(1)      |
| 2021 | Roland Garros        | Pierre-Hugues Herbert | Aleksandr Búblik Andrey Golubev         | 4-6, 7-6(1), 6-4 |

#### Finalista (3)
| Año  | Torneo               | Pareja                 | Oponentes en la final             | Resultado                           |
| 2013 | Roland Garros        | Michaël Llodra         | Bob Bryan Mike Bryan              | 4-6, 6-4, 6-7(4)                    |
| 2015 | Abierto de Australia | Pierre-Hugues Herbert  | Simone Bolelli Fabio Fognini      | 4-6, 4-6                            |
| 2019 | Wimbledon            | Édouard Roger-Vasselin | Juan Sebastián Cabal Robert Farah | 7-6(5), 6-7(5), 6-7(6), 7-6(5), 3-6 |

## Títulos ATP (41; 4+37)

### Individual (4)
| Leyenda                   |
| Grand Slam (0)            |
| ATP World Tour Finals (0) |
| Juegos Olímpicos (0)      |
| ATP Masters 1000 (0)      |
| ATP World Tour 500 (0)    |
| ATP World Tour 250 (4)    |

| N.º | Fecha               | Torneo           | Superficie | Oponente en la final | Resultado     |
| --- | ------------------- | ---------------- | ---------- | -------------------- | ------------- |
| 1.  | 22 de junio de 2013 | 's-Hertogenbosch | Hierba     | Stanislas Wawrinka   | 6-3, 6-4      |
| 2.  | 14 de julio de 2013 | Newport          | Hierba     | Lleyton Hewitt       | 5-7, 7-5, 6-3 |
| 3.  | 14 de junio de 2015 | 's-Hertogenbosch | Hierba     | David Goffin         | 7-6(1), 6-1   |
| 4.  | 12 de junio de 2016 | 's-Hertogenbosch | Hierba     | Gilles Müller        | 6-4, 6-4      |

#### Finalista (2)
| N.º | Fecha               | Torneo       | Superficie | Oponente en la final | Resultado           |
| --- | ------------------- | ------------ | ---------- | -------------------- | ------------------- |
| 1.  | 17 de junio de 2007 | Queen's Club | Hierba     | Andy Roddick         | 6-4, 6-7(7), 6-7(2) |
| 2.  | 15 de julio de 2007 | Newport      | Hierba     | Fabrice Santoro      | 4-6, 4-6            |

### Dobles (37)
| Leyenda                   |
| Grand Slam (5)            |
| ATP World Tour Finals (2) |
| Juegos Olímpicos (0)      |
| ATP Masters 1000 (7)      |
| ATP World Tour 500 (8)    |
| ATP World Tour 250 (15)   |

| N.º | Fecha                    | Torneo                | Superficie    | Compañero              | Oponente en la final                    | Resultado            |
| --- | ------------------------ | --------------------- | ------------- | ---------------------- | --------------------------------------- | -------------------- |
| 1.  | 29 de septiembre de 2003 | Metz                  | Dura          | Julien Benneteau       | Michaël Llodra Fabrice Santoro          | 7-6(2), 6-3          |
| 2.  | 11 de octubre de 2004    | Metz                  | Dura          | Arnaud Clément         | Ivan Ljubičić Uros Vico                 | 6-2, 7-6(10)         |
| 3.  | 26 de octubre de 2009    | Lyon                  | Dura          | Julien Benneteau       | Arnaud Clément Sébastien Grosjean       | 6-4, 7-6(6)          |
| 4.  | 5 de febrero de 2012     | Montpellier           | Dura (i)      | Édouard Roger-Vasselin | Paul Hanley Jamie Murray                | 6-4, 7-6(4)          |
| 5.  | 26 de febrero de 2012    | Marsella              | Dura (i)      | Édouard Roger-Vasselin | Dustin Brown Jo-Wilfried Tsonga         | 3-6, 6-3, 10-6       |
| 6.  | 23 de septiembre de 2012 | Metz                  | Dura (i)      | Édouard Roger-Vasselin | Johan Brunström Frederik Nielsen        | 7-6(4), 6-4          |
| 7.  | 15 de julio de 2013      | Newport               | Hierba        | Édouard Roger-Vasselin | Tim Smyczek Rhyne Williams              | 6-7(4), 6-2, 10-5    |
| 8.  | 16 de febrero de 2014    | Róterdam              | Dura          | Michaël Llodra         | Jean-Julien Rojer Horia Tecău           | 6-2, 7-6(4)          |
| 9.  | 21 de junio de 2015      | Queen's Club          | Hierba        | Pierre-Hugues Herbert  | Marcin Matkowski Nenad Zimonjić         | 6-2, 6-2             |
| 10. | 12 de septiembre de 2015 | Abierto de EE.UU.     | Dura          | Pierre-Hugues Herbert  | Jamie Murray John Peers                 | 6-4, 6-4             |
| 11. | 14 de febrero de 2016    | Róterdam              | Dura (i)      | Vasek Pospisil         | Philipp Petzschner Alexander Peya       | 7-6(2), 6-4          |
| 12. | 19 de marzo de 2016      | Indian Wells          | Dura          | Pierre-Hugues Herbert  | Vasek Pospisil Jack Sock                | 6-3, 7-6(5)          |
| 13. | 2 de abril de 2016       | Miami                 | Dura          | Pierre-Hugues Herbert  | Raven Klaasen Rajeev Ram                | 5-7, 6-1, [10-7]     |
| 14. | 17 de abril de 2016      | Montecarlo            | Tierra batida | Pierre-Hugues Herbert  | Jamie Murray Bruno Soares               | 4-6, 6-0, [10-6]     |
| 15. | 19 de junio de 2016      | Queen's Club          | Hierba        | Pierre-Hugues Herbert  | Chris Guccione André Sá                 | 6-3, 7-6(5)          |
| 16. | 9 de julio de 2016       | Wimbledon             | Hierba        | Pierre-Hugues Herbert  | Julien Benneteau Édouard Roger-Vasselin | 6-4, 7-6(1), 6-3     |
| 17. | 26 de febrero de 2017    | Marsella              | Dura (i)      | Julien Benneteau       | Robin Haase Dominic Inglot              | 6-4, 6-7(9), [10-5]  |
| 18. | 21 de mayo de 2017       | Roma                  | Tierra batida | Pierre-Hugues Herbert  | Ivan Dodig Marcel Granollers            | 4-6, 6-4, [10-3]     |
| 19. | 13 de agosto de 2017     | Montreal              | Dura          | Pierre-Hugues Herbert  | Rohan Bopanna Ivan Dodig                | 6-4, 3-6, [10-6]     |
| 20. | 20 de agosto de 2017     | Cincinnati            | Dura          | Pierre-Hugues Herbert  | Jamie Murray Bruno Soares               | 7-6(6), 6-4          |
| 21. | 18 de febrero de 2018    | Róterdam              | Dura (i)      | Pierre-Hugues Herbert  | Oliver Marach Mate Pavić                | 2-6, 6-2, [10-7]     |
| 22. | 9 de junio de 2018       | Roland Garros         | Tierra batida | Pierre-Hugues Herbert  | Oliver Marach Mate Pavić                | 6-2, 7-6(4)          |
| 23. | 23 de septiembre de 2018 | Metz                  | Dura (i)      | Édouard Roger-Vasselin | Ken Skupski Neal Skupski                | 6-1, 7-5             |
| 24. | 21 de octubre de 2018    | Amberes               | Dura (i)      | Édouard Roger-Vasselin | Marcelo Demoliner Santiago González     | 6-4, 7-5             |
| 25. | 27 de enero de 2019      | Abierto de Australia  | Dura          | Pierre-Hugues Herbert  | Henri Kontinen John Peers               | 6-4, 7-6(1)          |
| 26. | 6 de octubre de 2019     | Tokio                 | Dura          | Édouard Roger-Vasselin | Nikola Mektić Franko Škugor             | 7-6(7), 6-4          |
| 27. | 3 de noviembre de 2019   | París                 | Dura (i)      | Pierre-Hugues Herbert  | Karén Jachánov Andréi Rubliov           | 6-4, 6-1             |
| 28. | 17 de noviembre de 2019  | ATP World Tour Finals | Dura (i)      | Pierre-Hugues Herbert  | Raven Klaasen Michael Venus             | 6-3, 6-4             |
| 29. | 16 de febrero de 2020    | Róterdam              | Dura (i)      | Pierre-Hugues Herbert  | Henri Kontinen Jan-Lennard Struff       | 7-6(5), 4-6, [10-7]  |
| 30. | 23 de febrero de 2020    | Marsella              | Dura (i)      | Vasek Pospisil         | Wesley Koolhof Nikola Mektić            | 6-3, 6-4             |
| 31. | 18 de octubre de 2020    | Colonia I             | Dura (i)      | Pierre-Hugues Herbert  | Łukasz Kubot Marcelo Melo               | 6-4, 6-4             |
| 32. | 12 de junio de 2021      | Roland Garros         | Tierra batida | Pierre-Hugues Herbert  | Aleksandr Búblik Andrey Golubev         | 4-6, 7-6(1), 6-4     |
| 33. | 20 de junio de 2021      | Queen's Club          | Hierba        | Pierre-Hugues Herbert  | Reilly Opelka John Peers                | 6-4, 7-5             |
| 34. | 24 de octubre de 2021    | Amberes               | Dura (i)      | Fabrice Martin         | Wesley Koolhof Jean-Julien Rojer        | 6-0, 6-1             |
| 35. | 21 de noviembre de 2021  | ATP World Tour Finals | Dura (i)      | Pierre-Hugues Herbert  | Rajeev Ram Joe Salisbury                | 6-4, 7-6(0)          |
| 36. | 6 de febrero de 2022     | Montpellier           | Dura (i)      | Pierre-Hugues Herbert  | Lloyd Glasspool Harri Heliövaara        | 4-6, 7-6(3), [12-10] |
| 37. | 16 de octubre de 2022    | Florencia             | Dura (i)      | Édouard Roger-Vasselin | Ivan Dodig Austin Krajicek              | 7-6(4), 6-3          |

#### Finalista (22)
| N.º | Fecha                    | Torneos               | Superficie    | Pareja                 | Oponentes en la final                    | Resultado                           |
| --- | ------------------------ | --------------------- | ------------- | ---------------------- | ---------------------------------------- | ----------------------------------- |
| 1.  | 6 de octubre de 2003     | Lyon                  | Dura          | Julien Benneteau       | Jonathan Erlich Andy Ram                 | 1-6, 3-6                            |
| 2.  | 10 de julio de 2004      | Newport               | Hierba        | Gregory Carraz         | Jordan Kerr Jim Thomas                   | 2-6, 6-7(8)                         |
| 3.  | 29 de septiembre de 2007 | Bangkok               | Dura          | Michaël Llodra         | Sanchai Ratiwatana Sonchat Ratiwatana    | 6-3, 5-7, [7-10]                    |
| 4.  | 13 de noviembre de 2011  | París                 | Dura (i)      | Julien Benneteau       | Rohan Bopanna Aisam-Ul-Haq Qureshi       | 2-6, 4-6                            |
| 5.  | 8 de junio de 2013       | Roland Garros         | Tierra batida | Michaël Llodra         | Bob Bryan Mike Bryan                     | 4-6, 6-4, 6-7(3)                    |
| 6.  | 22 de septiembre de 2013 | Metz                  | Dura (i)      | Jo-Wilfried Tsonga     | Johan Brunström Raven Klaasen            | 4-6, 6-7(5)                         |
| 7.  | 9 de febrero de 2014     | Montpellier           | Dura (i)      | Marc Gicquel           | Nikolai Davydenko Denis Istomin          | 4-6, 6-1, [7-10]                    |
| 8.  | 31 de enero de 2015      | Abierto de Australia  | Dura          | Pierre-Hugues Herbert  | Simone Bolelli Fabio Fognini             | 4-6, 4-6                            |
| 9.  | 13 de junio de 2015      | 's-Hertogenbosch      | Hierba        | Pierre-Hugues Herbert  | Ivo Karlović Łukasz Kubot                | 2-6, 6-7(9)                         |
| 10. | 27 de septiembre de 2015 | Metz                  | Dura (i)      | Pierre-Hugues Herbert  | Łukasz Kubot Édouard Roger-Vasselin      | 6-2- 3-6, [7-10]                    |
| 4.  | 23 de octubre de 2016    | Amberes               | Dura (i)      | Pierre-Hugues Herbert  | Daniel Nestor Édouard Roger-Vasselin     | 4-6, 4-6                            |
| 12. | 6 de noviembre de 2016   | París                 | Dura (i)      | Pierre-Hugues Herbert  | Henri Kontinen John Peers                | 4-6, 6-3, [6-10]                    |
| 13. | 14 de mayo de 2017       | Madrid                | Tierra batida | Édouard Roger-Vasselin | Łukasz Kubot Marcelo Melo                | 5-7, 3-6                            |
| 14. | 18 de noviembre de 2018  | ATP World Tour Finals | Dura (i)      | Pierre-Hugues Herbert  | Mike Bryan Jack Sock                     | 7-5, 1-6, [11-13]                   |
| 15. | 13 de julio de 2019      | Wimbledon             | Hierba        | Édouard Roger-Vasselin | Juan Sebastián Cabal Robert Farah        | 7-6(5), 6-7(5), 6-7(6), 7-6(5), 3-6 |
| 16. | 22 de septiembre de 2019 | Metz                  | Dura (i)      | Édouard Roger-Vasselin | Robert Lindstedt Jan-Lennard Struff      | 6-2, 6-7(1), [4-10]                 |
| 17. | 23 de mayo de 2021       | Lyon                  | Tierra batida | Pierre-Hugues Herbert  | Hugo Nys Tim Puetz                       | 4-6, 7-5, [8-10]                    |
| 18. | 7 de noviembre de 2021   | París                 | Dura (i)      | Pierre-Hugues Herbert  | Tim Puetz Michael Venus                  | 3-6, 7-6(4), [9-11]                 |
| 19. | 30 de octubre de 2022    | Basilea               | Dura (i)      | Édouard Roger-Vasselin | Ivan Dodig Austin Krajicek               | 4-6, 6-7(5)                         |
| 20. | 26 de febrero de 2023    | Marsella              | Dura (i)      | Fabrice Martin         | Santiago González Édouard Roger-Vasselin | 6-4, 6-7(4), [7-10]                 |
| 21. | 1 de abril de 2023       | Miami                 | Dura          | Austin Krajicek        | Santiago González Édouard Roger-Vasselin | 6-7(4), 5-7                         |
| 22. | 27 de mayo de 2023       | Lyon                  | Tierra batida | Matwé Middelkoop       | Rajeev Ram Joe Salisbury                 | 0-6, 3-6                            |

### Clasificación en torneos del Grand Slam
| Torneo          | 2013 | 2012 | 2011 | 2010 | 2009 | 2008 | 2007 | 2006 | 2004 | 2003 | 2001 | 2000 | Títulos |
| --------------- | ---- | ---- | ---- | ---- | ---- | ---- | ---- | ---- | ---- | ---- | ---- | ---- | ------- |
| Australian Open | -    | 3r   | 2r   | -    | -    | 2r   | 2r   | -    | 1r   | -    | 1r   | -    | 0       |
| Roland Garros   | 1r   | 3r   | 1r   | 2r   | -    | 1r   | 1r   | 1r   | 1r   | 1r   | 1r   | 1r   | 0       |
| Wimbledon       | 2r   | 1r   | 1r   | 1r   | 1r   | 2r   | 3r   | -    | -    | -    | -    | -    | 0       |
| US Open         | 1r   | 1r   | 2r   | -    | -    | 1r   | 1r   | 2r   | 1r   | 1r   | -    | -    | 0       |

## Challengers(20; 7+13)

### Individuales (7)
| N.º | Fecha                   | Torneo     | Superficie  | Oponente en la final   | Resultado        |
| --- | ----------------------- | ---------- | ----------- | ---------------------- | ---------------- |
| 1.  | 14 de julio de 2003     | Mánchester | Césped      | Gilles Elseneer        | 6-3 7-6(5)       |
| 2.  | 19 de julio de 2004     | Valladolid | Dura        | Jean-Michel Pequery    | 6-3 3-6 6-5 ret. |
| 3.  | 20 de febrero de 2006   | Besançon   | Dura        | Frank Dancevic         | 6-3 6-4          |
| 4.  | 27 de febrero de 2006   | Cherbourg  | Dura        | Jean-Christophe Faurel | 6-2 6-4          |
| 5.  | 6 de marzo de 2006      | Kioto      | Moqueta (i) | Yen-Hsun Lu            | 6-4 6-1          |
| 6.  | 8 de septiembre de 2008 | Orleáns    | Dura        | Christophe Rochus      | 5-7 6-1 7-6(2)   |
| 7.  | 1 de marzo de 2010      | Cherbourg  | Dura (i)    | Gilles Muller          | 6-4 6-3          |
| 8.  | 24 de octubre de 2010   | Orléans    | Dura (i)    | Grigor Dimitrov        | 2-6, 7-6, 7-6    |
| 9.  | 6 de febrero de 2011    | Courmayeur | Dura (i)    | Gilles Müller          | 7-6, 6-4         |
| 10. | 13 de octubre de 2013   | Rennes     | Dura (i)    | Kenny de Schepper      | 6-3, 7-6         |

### Finalista en individuales (6)
- 2003: Pozoblanco (pierde ante Stefano Pescosolido)
- 2004: Segovia (pierde ante Paul-Henri Mathieu)
- 2004: Grenoble (pierde ante Karol Kučera)
- 2005: Cherbourg (pierde ante Rik de Voest)
- 2005: Orleans (pierde ante Cyril Saulnier)
- 2007: Orleans (pierde ante Olivier Rochus)

### Dobles (13)
| N.º | Fecha                    | Torneo          | Superficie    | Pareja                 | Oponentes en la final                   | Resultado              |
| --- | ------------------------ | --------------- | ------------- | ---------------------- | --------------------------------------- | ---------------------- |
| 1.  | 17 de julio de 2000      | Contrexéville   | Tierra batida | Julien Benneteau       | Jean-Rene Lisnard Olivier Patience      | 6-3 7-6(4)             |
| 2.  | 19 de febrero de 2001    | Andrezieux      | Dura          | Julien Benneteau       | Noam Behr Jonathan Erlich               | 6-3 6-3                |
| 3.  | 28 de enero de 2002      | Lübeck          | Moqueta       | Gregory Carraz         | Yves Allegro Denís Golovánov            | 4-6 7-6(7) 6-1         |
| 4.  | 7 de julio de 2003       | Bristol         | Césped        | Jean-Francois Bachelot | Daniel Kiernan David Sherwood           | 7-6(4) 5-7 7-6(5)      |
| 5.  | 11 de agosto de 2003     | Bronx           | Dura          | Julien Benneteau       | Martín García Graydon Oliver            | 6-3 6-1                |
| 6.  | 15 de septiembre de 2003 | San Juan de Luz | Dura          | Julien Benneteau       | Johan Landsberg Myles Wakefield         | 6-4 6-1                |
| 7.  | 12 de julio de 2004      | Mánchester      | Césped        | Jean-Francois Bachelot | Aisam-Ul-Haq Qureshi Lovro Zovko        | 6-2 6-4                |
| 8.  | 19 de julio de 2004      | Valladolid      | Dura          | Jean-Francois Bachelot | Aisam-Ul-Haq Qureshi Michael Ryderstedt | 6-3 6-4                |
| 9.  | 12 de septiembre de 2005 | Orleans         | Dura          | Julien Benneteau       | Gregory Carraz Antony Dupuis            | 3-6 6-4 6-2            |
| 10. | 26 de septiembre de 2005 | Grenoble        | Dura          | Julien Benneteau       | Gregory Carraz Nicolas Tourte           | 4-6 6-4 6-3            |
| 11. | 30 de enero de 2006      | Andrezieux      | Dura          | Julien Benneteau       | Gregory Carraz Antony Dupuis            | 6-4 6-4                |
| 12. | 15 de mayo de 2006       | Sanremo         | Tierra batida | Julien Benneteau       | Flavio Cipolla Francesco Piccari        | 6-4 7-6(6)             |
| 13. | 8 de marzo de 2010       | Sarajevo        | Dura (i)      | Edouard Roger-Vasselin | Ivan Dodig Lukáš Rosol                  | 7–6(6), 6–7(7), [10–5] |

## Récords
- Todos estos récords se obtuvieron en la Era abierta.

| Torneo    | Año  | Récord logrado                                                     | Jugador vinculado |
| Wimbledon | 2010 |                                                                    |                   |
| Wimbledon | 2010 | Ganador del partido más largo de la historia: 11 horas y 5 minutos | John Isner        |
| Wimbledon | 2010 | Juego más largo en una sola día (7 horas, 6 minutos)               | John Isner        |
| Wimbledon | 2010 | Más cantidad de juegos jugados en una sola jornada: 118            | John Isner        |